# Outlaw Gentlemen & Shady Ladies
Outlaw Gentlemen & Shady Ladies es el quinto álbum de estudio de la banda danesa de metal Volbeat. Fue lanzado el 5 de abril de 2013.

## Lista de canciones
Outlaw Gentlemen & Shady Ladies – Edición Estándar
| No.  | Título                                       | Escritor              | Música                                                                        | Duración |
| ---- | -------------------------------------------- | --------------------- | ----------------------------------------------------------------------------- | -------- |
| 1.-  | "Let's Shake Some Dust"                      | Michael Schøn Poulsen | Robert Caggiano, Poulsen                                                      | 1:28     |
| 2.-  | "Pearl Hart"                                 | Poulsen               | Poulsen, Volbeat                                                              | 3:27     |
| 3.-  | "The Nameless One"                           | Poulsen               | Poulsen, Volbeat                                                              | 3:53     |
| 4.-  | "Dead but Rising"                            | Poulsen               | Poulsen, Volbeat                                                              | 3:35     |
| 5.-  | "Cape of Our Hero"                           | Poulsen               | Poulsen, Volbeat                                                              | 3:49     |
| 6.-  | "Room 24" (featuring King Diamond)           | Poulsen, King Diamond | Poulsen, Volbeat                                                              | 5:07     |
| 7.-  | "The Hangman's Body Count"                   | Poulsen               | Poulsen, Volbeat                                                              | 5:15     |
| 8.-  | "My Body"                                    | Sameer Gadhia         | Sameer Gadhia, Jacob Tilley, Eric Cannata, Francois Comtois, Payam Doostzadeh | 3:42     |
| 9.-  | "Lola Montez"                                | Poulsen               | Poulsen, Volbeat                                                              | 4:28     |
| 10.- | "Black Bart"                                 | Poulsen               | Poulsen, Volbeat                                                              | 4:48     |
| 11.- | "Lonesome Rider" (featuring Sarah Blackwood) | Poulsen               | Poulsen, Caggiano                                                             | 4:05     |
| 12.- | "The Sinner Is You"                          | Poulsen               | Poulsen, Caggiano                                                             | 4:15     |
| 13.- | "Doc Holliday"                               | Poulsen               | Poulsen, Volbeat                                                              | 5:46     |
| 14.- | "Our Loved Ones"                             | Poulsen               | Poulsen, Volbeat                                                              | 4:51     |

| Duración total | 58:29 |

- Datos: Q7112122